# Władimir Tichonow (polityk)
Władimir Iljicz Tichonow (ros. Владимир Ильич Тихонов, ur. 4 lutego 1947 w obwodzie iwanowskim) – rosyjski polityk komunistyczny.
W 1966 skończył technikum przemysłowe w Szui, później pracował jako elektromonter, studiował zaocznie w Instytucie Mechanicznym w Iżewsku, 1972 ukończył Iwanowski Instytut Energetyczny, a 1978 Kostromski Instytut Technologiczny. W latach 1977–1980 instruktor Wydziału Propagandy i Agitacji Komitetu Miejskiego KPZR w Szui, później był głównym mechanikiem Fabryki Tkacko-Przędzalniczej im. 50-lecia KPZR, od 1984 zastępca dyrektora generalnego Szujskiego Zjednoczenia Tkackiego. Od grudnia 1988 dyrektor generalny Szujskiego Produkcyjnego Zjednoczenia Bawełnianego, 1990-1993 ludowy deputowany RFSRR, członek frakcji "Komuniści Rosji", w latach 1995–1999 deputowany Dumy Państwowej 2 kadencji, następnie 3 kadencji.Od listopada 1994 I sekretarz Iwanowskiego Komitetu Obwodowego KPFR, od kwietnia 1997 równocześnie sekretarz KC KPFR, od grudnia 2000 szef administracji obwodu iwanowskiego. 10 września 2002 otrzymał honorowe obywatelstwo Szui. Odznaczony Orderem Świętego Sergiusza Radoneżskiego II klasy (2003).